# Feruza Sadikova
Feruza Sadikova (en ouzbek : Феруза Садикова), née le 23 avril 2002, est une pratiquante ouzbèke de taekwondo. En 2019, elle remporte une médaille de bronze aux Jeux militaires mondiaux, et en 2021, elle remporte le championnat asiatique de taekwondo. Elle remporte également deux fois la médaille de bronze au championnat du monde, est lauréate des Jeux de la solidarité islamique et médaillée d'argent aux Jeux asiatiques d'été.

## Biographie
Feruza Sadikova naît le 23 avril 2002 à Tachkent. Elle commence à pratiquer le sport dans une école-internat de la réserve olympique de la ville de Chirchik,.
Depuis 2018, elle participe à de grandes compétitions sportives. Cette année-là, elle remporte la Coupe d'Ouzbékistan pour les prix de l'ambassadeur de la République de Corée en Ouzbékistan. En 2019, elle remporte une médaille de bronze aux Jeux militaires mondiaux dans la catégorie de poids jusqu'à 62 kg, qui se sont tenus à Wuhan (Chine). La même année, elle participe aux Championnats du monde de taekwondo à Manchester, au Royaume-Uni. Au premier tour, Feruza bat Natali Hamadi, concourant pour le Koweït, mais s'incline au tour suivant. Elle remporte ensuite une médaille de bronze aux championnats asiatiques de taekwondo pour les jeunes. Le 18 juin 2021, lors des championnats asiatiques de taekwondo à Beyrouth, au Liban, Feruza Sadikova remporte la médaille d'or dans la catégorie de poids jusqu'à 62 kg, en battant la coréenne Chon Chhye,. La même année, elle remporte la compétition internationale « Beirut Open ».
En 2022, Feruza Sadikova remporte la médaille d'or au tournoi international « Fujairah Open ». Lors des huitièmes de finale du Grand Prix de Rome, en Italie, elle s'incline face à la Brésilienne Caroline Santos. Cependant, elle remporte une médaille de bronze à la Coupe du président de la Fédération asiatique de taekwondo. En juin, elle participe aux Championnats asiatiques de taekwondo dans la catégorie des 62 kg dans la ville coréenne de Chuncheon. Le 25 juin, en demi-finale, elle s'incline face à l'Iranienne Nastaran Valizade et ne remporte qu'une médaille de bronze. 
En 2023, lors des Championnats du monde de taekwondo, organisés à Bakou, en Azerbaïdjan, dans la catégorie des 62 kg, Feruza remporte une médaille de bronze. En octobre de la même année, à Hangzhou, en Chine, lors des Jeux asiatiques d'été dans la catégorie des poids jusqu'à 67 kg, elle a remporté une médaille d'argent, s'inclinant en finale face à une athlète chinoise.